# Ceromitia geminata
Ceromitia geminata là một loài bướm đêm thuộc họ Adelidae. Loài này có ở Nam Phi.